# Šok i nevjerica
Šok i nevjerica je jedanaesti studijski album bosanskohercegovačke rock skupine Zabranjeno pušenje objavljen 31. listopada 2018. godine u izdanjima Menarta za Hrvatsku i Srbiju, te zeničkog Tropika.

## Snimanje
Tijekom 2017. i u prvom dijelu 2018. godine članovi skupine su snimili 14 novih pjesama u zagrebačkom studiju Plavi Film. Aranžman svih pjesama na albumu potpisuju svi članovi skupine. Pjesma  "Kupi nas Ali" urađena je s bosanskohercegovačkom repericom Sassja, a na pjesmi "Svjetla Sarajeva" gostuje interpretator sevdalinki Damir Imamović.

## Promocija
Skupina je 11. prosinca 2017. godine na svom YouTube kanalu objavila videospot za prvi singl s albuma, za pjesmu "Nova godina".  Snimat će se i spotovi za pjesme "Kupi nas Ali" i "Irska". Skupina je 19. listopada 2018. godine objavila spot za drugi singl pod nazivom "Irska".

## Popis pjesama
Izvor: ZAMP
| 1.    | »Svjetla Sarajeva«                  | Davor Sučić, Goran Vračar                 | 5:16 |
| 2.    | »Kupi nas Ali«                      | Sučić, Nenad Veličković, Sanela Halilović | 4:10 |
| 3.    | »Irska«                             | Sučić, Toni Lović, Tomislav Andrić        | 3:47 |
| 4.    | »Trener«                            | Sučić, Dario Kovač                        | 3:12 |
| 5.    | »Bosman - Prvi bosanski superjunak« | Lović, Lana Škrgatić, Andrić              | 3:40 |
| 6.    | »Upuc'o sam šerifa Buzu«            | Sučić, Andrić                             | 4:01 |
| 7.    | »Gospođa Senada«                    | Sučić, Andrić                             | 5:04 |
| 8.    | »Poljubi je budalo«                 | Sučić, Andrić                             | 3:35 |
| 9.    | »Mahala u magli«                    | Lović, Sučić                              | 3:51 |
| 10.   | »Klupa na kojoj piše Kenan«         | Sučić                                     | 4:11 |
| 11.   | »Ko?«                               | Škrgatić, Sučić, Andrić, Vračar           | 5:08 |
| 12.   | »Nova godina«                       | Sučić, Lović, Kovač                       | 4:46 |
| 13.   | »Amilina pjesma«                    | Sučić, Andrić                             | 4:15 |
| 14.   | »Sve po starom«                     | Sučić, Vračar                             | 4:22 |
| 59:18 |                                     |                                           |      |

## Izvođači i osoblje
Zabranjeno pušenje
- Davor Sučić "Sejo Sexon" – vokal, prateći vokal
- Toni Lović – električna i akustična gitara
- Branko Trajkov "Trak" – bubnjevi, udaraljke, prateći vokal
- Robert Boldižar – violina, violončelo, klavijature, prateći vokal
- Dejan Orešković "Klo" – bas-gitara
- Lana Škrgatić – klavijature, saksofon, flauta, prateći vokal

Gostujući glazbenici
- Sanela Halilović "Sassja" – vokal (skladba 2)
- Damir Imamović – tambur, vokal (skladba 1)

Produkcija
- Davor Sučić "Sejo Sexon" – produkcija, aranžman
- Toni Lović – programiranje, inženjering zvuka, miksanje, produkcija, aranžman
- Dejan Orešković "Klo" – mastering, programiranje, inženjering zvuka, miksanje, aranžman
- Đani Pervan – programiranje, inženjering zvuka, miksanje
- Dario Vitez – izvršni producent
- Robert Boldižar – aranžman
- Branko Trajkov "Trak" – aranžman
- Lana Škrgatić – aranžman

Dizajn
- Ideologija (dizajn studio iz Sarajeva, BIH) – dizajn omota
- Saša Midžor Sučić – fotografija

## Vanjske poveznice
- Šok i nevjerica na Discogs